# Saint-Seine
Saint-Seine é uma comuna francesa na região administrativa de Borgonha-Franco-Condado, no departamento Nièvre. Estende-se por uma área de 17,38 km². Em 2010 a comuna tinha 206 habitantes (densidade: 11,9 hab./km²).